# Nebrioporus hostilis
Nebrioporus hostilis is een keversoort uit de familie waterroofkevers (Dytiscidae). De wetenschappelijke naam van de soort is voor het eerst geldig gepubliceerd in 1884 door Sharp.